# دث گریپس
دث گریپس (به انگلیسی: Death Grips) یک گروهٔ موسیقی هیپ هاپ تجربی آمریکایی می‌باشد که در سال ۲۰۱۰ در ساکرامنتو، کالیفرنیا به‌وجود آمد. اعضای گروه عبارت‌اند از دو تهیه‌کننده زک هیل (درامز)، اندی مورین (کیبورد) و استفان برنت، خوانندهٔ اصلی که با نام ام‌سی راید نیز شناخته می‌شود. هرچند هیل خوانندهٔ اصلی گروه نیست، اما اغلب از او به‌عنوان نیروی خلاق محرک پشت پروژه یاد شده است. این گروه با الهام از سبک‌های رپ، پانک راک، الکترونیک، نویز و اینداستریال، صدایی نوآورانه و اغلب دشوار برای برچسب‌زنی خلق کرده که برایشان تحسین منتقدان و هواداران سرسخت به همراه داشته است. اجراهای پرخاشگرانه و تعاملات رمزآلودشان نیز شهرت گسترده‌ای برایشان به‌همراه آورده است.

## ترانه‌شناسی
آلبوم‌های استودیویی
- فروشگاهٔ پول (۲۰۱۲)
- دیپ وب بی‌محبت (۲۰۱۲)
- پلاک‌های دولتی (۲۰۱۳)
- زمامداران (۲۰۱۵)
- چاهٔ بی‌انتها (۲۰۱۶)
- سال خبرچین (۲۰۱۸)